# Lyonia chapaensis
Lyonia chapaensis är en ljungväxtart som först beskrevs av Paul Louis Amans Dop, och fick sitt nu gällande namn av Elmer Drew Merrill. Lyonia chapaensis ingår i släktet Lyonia och familjen ljungväxter. Inga underarter finns listade i Catalogue of Life.